# RV3 La Hennuyère-Fagne-Famenne

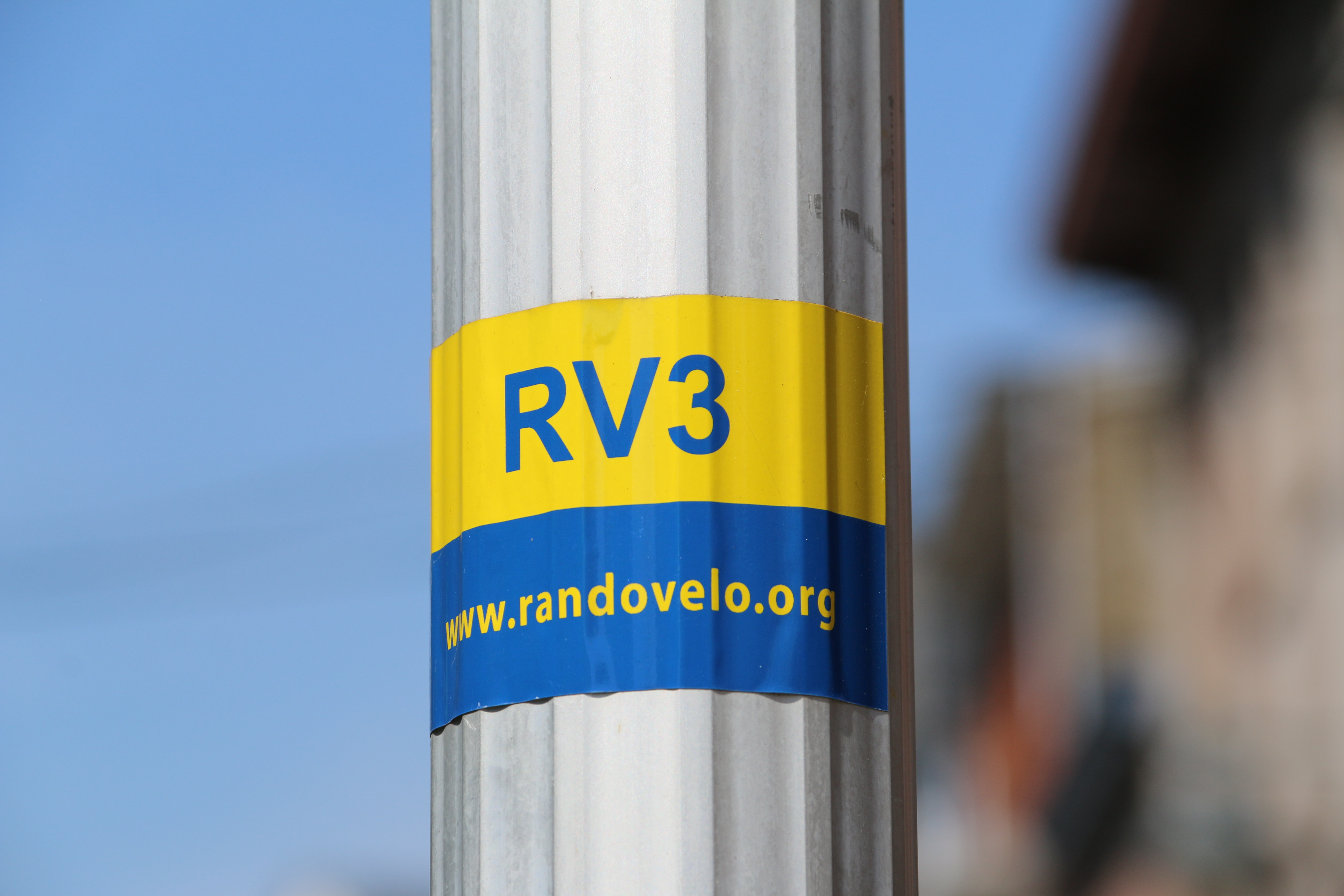
RV3 in Ziinik

De RV3 La Hennuyère-Fagne-Famenne is een Rando Vélo-route in Wallonië en is 227 km lang. De route start in Geraardsbergen in Vlaanderen. Deze route loopt langs de Dender, door Henegouwen, langs het Centrumkanaal, langs de Samber, kleine delen Frankrijk (de regio's Nord-Pas-de-Calais en Champagne-Ardenne), een stukje Maas en de Ardennen. In Strépy-Bracquegnies kan een bezoek worden gebracht aan de scheepsliften. De route eindigt in Gedinne en is in 2 richtingen bewegwijzerd met blauw-gele markeringen.

## Traject
De route doorkruist de provincies Oost-Vlaanderen, Henegouwen en Namen. In Geraardsbergen in Vlaanderen sluit de route aan op de EuroVelo EV5 Via Romea Francigena, LF Vlaanderenroute en de LF Heuvelroute. Geraardsbergen is bekend van de Muur. De route gaat zuidwaarts parallel met de EuroVelo EV5 via de Dender naar Lessen. Hier gaat de EV5 parallel verder met en kan worden aangesloten op de Wapitour. In Lessen verlaat de route de Dender en loopt naar Soignies waar ze de RV6 kruist. In Besonrieux bereikt de route het Centrumkanaal. Dit wordt gevolgd tot Strépy-Bracquegnies waar ook een bezoek kan worden gebracht aan de scheepsliften. Vanaf Strépy-Bracquegnies loopt de RV8b parallel mee met de route tot Estinnes-au-Val. Niet veel later volgt de route de grens met Frankrijk, in Erquelinnes wordt de Samber bereikt waar de route parallel meeloopt met de EuroVelo EV3 Pelgrimsroute naast de rivier tot Labuissière, alwaar de rivier verlaten wordt. Daarna volgt de grens met Frankrijk om in Grandieu weer in België terug te keren. Niet veel later wordt de grens weer overgestoken en in Eppe-Sauvage wordt het Meer van Joly bereikt. Na het oversteken van de grens voegt Robechies de RV1 zich bij de route, deze eindigt in Chimay. Na Couvin wordt de grens nogmaals overgestoken waarna in Fumay de Maas wordt bereikt waar de route de EuroVelo EV19 Maasfietsroute kruist. Deze wordt al snel weer verlaten en na de laatste passage van de grens eindigt de route in Gedinne waar de RV2 opgepakt kan worden.
Het ganse traject overbrugt een hoogteverschil van zo'n 350 meter.

## Aansluitingen met Europese routes
- Tussen Geraardsbergen en Lessen loopt de route parallel met de EuroVelo EV5 Via Romea Francigena.
- Tussen Erquelinnes en Labuissière loopt de route parallel met de EuroVelo EV3 Pelgrimsroute.
- In Fumay kruist de route de EuroVelo EV19 Maasfietsroute.

## Aansluitingen met andere LF- of icoonroutes
- In Geraardsbergen sluit de route aan op de LF Vlaanderenroute en de LF Heuvelroute.
- In Lessen sluit de route aan op de Wapitour.
- In Soignies kruist de route de RV6.
- Tussen Strépy-Bracquegnies en Estinnes-au-Val loopt de route parallel met de RV8b.
- Vanaf Robechies tot het eindpunt in Chimay loopt de RV1 parallel mee.
- In Gedinne sluit de route aan op de RV2.

## Aansluitingen met regionale routes
- Op elk willekeurig punt kan gebruik worden gemaakt van het fietsroutenetwerk ter plaatse.
- In Geraardsbergen kan de rode lus van de Ronde van Vlaanderenroute opgepakt worden.
- In Geraardsbergen kan de R.EV 1703 Fietsroute opgepakt worden.
- In Geraardsbergen kan de W1 Tussen Dender en Hauts-Pays (regionale RAVeL-route) opgepakt worden.
- In Chimay kan de W8 Entre Fagnes et Famenne (regionale RAVeL-route) opgepakt worden.